# Escrit sota el sol
 Escrit sota el sol (títol original en anglès: The Wings of Eagles) és una pel·lícula dramàtica estatunidenca de John Ford basada en la història de Frank W. "Spig" Wead, estrenada el 1957 i doblada al català

## Argument[2]
Una pel·lícula sobre els inicis de l'Marina dels Estats Units d'Amèrica, abans de l'atac a Pearl Harbor, John Wayne encarna un pilot que viu fortament lligat a la Navy, tot i haver sofert un accident domèstic que el deixa paralític en una cadira de rodes. Comença una nova vida com a escriptor i és contractat com a guionista a Hollywood. Després de l'atac de Pearl Harbor, és enviat al Pacífic com a supervisor per proveir els portaavions.

## Repartiment
- John Wayne: Frank W. 'Spig' Wead
- Maureen O'Hara: Min Wead
- Dan Dailey: Carson
- Ward Bond: John Dodge
- Ken Curtis: John Dale Price
- Edmund Lowe: Amiral Moffett
- Kenneth Tobey: Capità Herbert Allen Hazard
- James Todd: Jack Travis
- Barry Kelley: Capità Jock Clark
- Sig Ruman: Manager
- Henry O'Neill: Capità Spear
- Willis Bouchey: Barton